# Agesander ruficornis
Agesander ruficornis är en insektsart som beskrevs av Carl Stål 1878. Agesander ruficornis ingår i släktet Agesander, och familjen gräshoppor. Inga underarter finns listade.